# Archipoeta
Archipoeta (koniec XII wieku) – anonimowy autor dziesięciu średniowiecznych łacińskich poematów. Imię Archipoeta zostało mu nadane ze względu na wybitne uzdolnienia literackie. Archipoeta należał do grupy wędrownych studentów zwanych goliardami (żarłokami) i wagantami (włóczęgami). Najbardziej znany wiersz Confessio Goliae (Spowiedź goliarda) odnaleziony został w manuskrypcie Carmina Burana. Był także autorem poematu dedykowanego Fryderykowi Barbarossie.
Archipoeta pracował na dworze arcybiskupa Kolonii, Rainalda z Dassel, który jest zresztą adresatem Spowiedzi.
Na język polski Confessio Goliae tłumaczyli (w całości lub fragmentach): Wacław Berent, Marian Piechal, Ryszard Gansiniec i Hanna Malewska.